# アターッラー・マンスール
アターッラー・マンスール (Atallah Mansour; アラビア語: عطا الله منصور;  ヘブライ語: עטאללה מנצור) (1934年2月9日 - ) はイスラエルのジャーナリスト、作家である。ナザレ在住の左派系ジャーナリストとして、ヘブライ語とアラビア語で発信している。

## 経歴
1934年にパレスチナのアラブ系キリスト教徒の農家に生まれた。第一次中東戦争時にレバノンに逃れ、その後国名がパレスチナからイスラエルに変わった後に帰国した。17歳でキブツに最初のアラブ人として居住する。
1958年から1992年の34年間、ヘブライ語新聞『ハアレツ』の初のアラブ人記者として働く。1960年イスラエル国籍を取得。オックスフォード大学ラスキン・カレッジに学び、1973年卒業した。
1983年にナザレでアラビア語週刊誌を創刊し、8年間編集長を務めた。

## 著作
- サミーラ (1962年) (アラビア語)[2]
- 新しい光に (1966年) (ヘブライ語)[2]
- Waiting for the dawn : an autobiography. (1975年) Secker & Warburg[4]

### 日本語に翻訳された著作
- アターッラー・マンスール著; 母袋夏生訳 「コーヒーふたつ」『砂漠の林檎』河出書房新社、2023年8月, ISBN 978-4-309-20890-9, p21-30[5][6]